# Home to Harlem
Home to Harlem, gepubliceerd in 1928 door Claude McKay, volgt het verhaal van Jake Brown, een voormalige soldaat die zijn leven probeert op te bouwen in de New Yorkse wijk Harlem na de Eerste Wereldoorlog. De roman speelt zich af in Harlem en belicht kwesties van verbondenheid in de Amerikaanse samenleving voor Afro-Amerikanen. McKay beschrijft personages, voornamelijk uit de lagere sociaal-economische klasse, wat leidt tot debatten over het gebruik van stereotypen in de literatuur. Het boek won de Harmon Gold Award voor Literatuur.  De roman biedt een inkijkje in het stadsleven van Harlem in de jaren twintig van de twintigste eeuw en behandelt thema's als moderniteit, industrialisatie, racisme en discriminatie. Het wordt beschouwd als een belangrijk werk uit de Harlem Renaissance, waarin literaire en artistieke debatten werden gevoerd over de representatie van zwarte personages en sociale vooruitgang.
- Library of Congress Control Number: no2012023754
- Nationale Bibliotheek van Israël: 987010254521305171
- Virtual International Authority File: 232248662